# Jakob Pirro

Jakob Pirro

Jakob Pirro (* 23. Juni 1899 in Bechhofen; † 14. Oktober 1962 in München) war ein deutscher Politiker (NSDAP).

## Leben und Wirken
Nach dem Besuch der Volksschule und einer Handelsschule trat Pirro 1916 in den mittleren Staatsverwaltungsdienst ein. Von 1917 bis 1919 nahm er mit dem 2. und dem 6. bayerischen Fußartillerie-Regiment am Ersten Weltkrieg teil. Nach eigenen Angaben wurde er mit dem Eisernen Kreuz II. Klasse sowie dem Verwundetenabzeichen ausgezeichnet. Nach seiner Rückkehr aus dem Krieg legte er 1920 die Prüfung für den mittleren Staats- und Gemeindeverwaltungsdienst ab. Als Staatsbeamter brachte er es bis 1933 zum Verwaltungsobersekretär in Homburg.
Pirro trat zum 1. Mai 1931 der NSDAP bei (Mitgliedsnummer 519.615). Bei der erstmaligen Aufstellung von Wahlvorschlägen der NSDAP im Bezirk und in der Stadt Homburg im November 1932 wurde er zum Bezirkstags- und Stadtratsmitglied gewählt. In beiden Körperschaften übernahm er die Fraktionsführung der NSDAP-Abgeordneten.
Im November 1933 wurde Pirro, der als vergleichsweise moderater Nationalsozialist angesehen wurde, Abgeordneter des nationalsozialistischen Reichstags, dem er bis zum März 1936 auf Reichswahlvorschlag angehörte. Zwar kandidierte er bei der Reichstagswahl am 29. März 1936 erneut, erhielt aber kein Mandat mehr.
Auf Veranlassung des pfälzischen Gauleiters Josef Bürckel wurde Pirro 1934 Leiter der sogenannten Deutschen Front im Saargebiet; einem Zusammenschluss rechter Parteien im Vorfeld der Saarabstimmung im Januar 1935. Der politisch kaum in Erscheinung getretene Pirro galt als Vertrauter Bürckels. Nach der Eingliederung der Deutschen Front in die NSDAP Anfang 1935 arbeitete Pirro ab März 1935 als Verwaltungsamtmann in München. Zwischen August 1941 und November 1952 lebte er in Marktoberdorf und kehrte dann nach München zurück.
Mit Wirkung vom 1. Oktober 1942 wurde Pirro zum Landrat des Landkreises Marktoberdorf ernannt.